# 1989 en Palestine
Chronologie de la Palestine
- 1985
- 1986
- 1987
- 1988
- 1989
- 1990
- 1991
- 1992
- 1993

Cette page concerne les événements survenus en 1989 en Palestine :

## Événements
- Première intifada (depuis 1987)
- 2 janvier : Le Rwanda reconnaît l'État de Palestine[1].
- 4 février : L'Éthiopie et l'Iran reconnaissent l'État de Palestine[1].
- 8 mars : Le président de l'OLP, Yasser Arafat, se rend au Pakistan et pose la première pierre d'une ambassade palestinienne à Islamabad[2].
- 21 mars : Attaque à l'arme blanche à Tel Aviv (en) : un Palestinien armé d'un couteau attaque au hasard des civils israéliens à Tel Aviv, tuant deux personnes et en blessant une troisième[3].
- 2 avril : 
  - Élection présidentielle palestinienne : Le Conseil central du Conseil national palestinien, l'organe directeur de l'OLP, élit Yasser Arafat à la présidence de la Palestine[4].
  - Investiture présidentielle palestinienne de 1989 : Yasser Arafat devient le premier président de l'État de Palestine, le jour même de son élection[4].
- 10 avril :  Un tireur solitaire portant un uniforme de l'armée israélienne abat quatre Arabes à l'extérieur de la vieille ville de Jérusalem (Territoires occupés par Israël) à l'aide d'un fusil mitrailleur. Le groupe terroriste israélien Sicarii (en) revendique la responsabilité de la fusillade.
- 3 mai :  enlèvement et assassinat d'Avi Sasportas et d'Ilan Saadon (en).
- 12 mai :  Le Bénin, la Guinée équatoriale et le Kenya reconnaissent l'État de Palestine[1].
- 19 mai :  Le dirigeant palestinien Ahmed Yassine, fondateur et chef spirituel du Hamas, est arrêté par Israël. Il est ensuite condamné à la prison à vie pour son implication dans des attentats contre des Israéliens[5].
- 6 juillet :  Attentat de la ligne de bus de Tel-Aviv à Jérusalem de 1989 : premier attentat suicide commis par un Palestinien à l'intérieur des frontières israéliennes, perpétré dans un bus bondé. Un membre du Jihad islamique palestinien s'empare du volant du chauffeur et entraîne le bus dans un précipice abrupt, dans un ravin, dans la région de Qiryat Ye'arim. 16 passagers sont tués[6].
- 21 août : Le Vanuatu reconnaît l'État de Palestine[1].
- septembre : Grève de l'impôt à Beit Sahour
- 4 septembre :  Les Philippines reconnaissent l'État de Palestine. 86 pays ont reconnu l'État de Palestine à la fin de l'année 1989, ce qui fait désormais 89 pays en raison de la dissolution de l'Union soviétique en 1991 et de la dissolution de la Tchécoslovaquie en 1992[1].
- 21 septembre :  Le président palestinien Yasser Arafat tient une conférence de presse avec le président égyptien Hosni Moubarak, après l'avoir rencontré, au cours de laquelle il approuve l'ouverture de pourparlers avec Israël, exhorte les citoyens à résister à la dernière vague de répression contre les Palestiniens en Cisjordanie et dans la bande de Gaza, et répond aux questions des journalistes israéliens[7].